# J.K. Miller Homestead
La J.K. Miller Homestead est une ancienne exploitation agricole américaine située dans le comté de Flathead, dans le Montana. Protégée au sein du parc national de Glacier, elle est composée de bâtiments construits en 1909-1910. Elle est inscrite au Registre national des lieux historiques depuis le 21 juillet 1988.